# Chapelle Saint-Aventin de Verrières
La chapelle Saint-Aventin est un monument situé à l'écart de la commune de Verrières, dans le hameau du même nom. Elle est dédiée à un ermite qui a vécu à cet endroit au VIe siècle.

## Historique
La paroisse était au Grand Doyenné de Troyes, à la collation de l'évêque. L'église est citée pour la première fois en 1152 dans le cartulaire du chapitre de la cathédrale Saint-Pierre-et-Saint-Paul de Troyes.
La chapelle est remaniée au XVIe siècle. Un des vitraux du XVIe siècle est daté de 1557. Le clocher a été endommagé par la foudre le 5 août 1720. La chapelle est encore modifiée au XIXe siècle

## Architecture
La chapelle est composée d'un sanctuaire rectangulaire, d'une nef aussi rectangulaire, plus large, et d'un porche.
- Longueur porche non compris : 16,50 m
- Longueur porche compris : 20,85 m
- Largeur du sanctuaire : 4,70 m
- Largeur de la nef : 5,50 m
- Largeur du porche : 6 m
- La nef a conservé sa voûte en bois. Hauteur maximale : 7 m[2]

Une source qui passe pour être "miraculeuse" se trouve un peu plus loin.[réf. souhaitée]

## Protection
L'édifice a été inscrit au titre des monuments historiques par arrêté du 7 mai 1926.

## Mobilier
Elle possède 
- une statue du Christ[3] en calcaire avec badigeon et dorure du XVIe siècle.
- une statue d'Aventin[4] en calcaire avec badigeon et dorure du XIIIe siècle.
- Des verrières dont :
  - la baie 5 ayant une scène biblique[5] du XVe siècle.
  - la baie 6 ayant une scène biblique  de l'Annonciation ayant des figures biblique comme la colombe et en bordure des ornements de forme végétale[6] du XVe siècle.

## Images

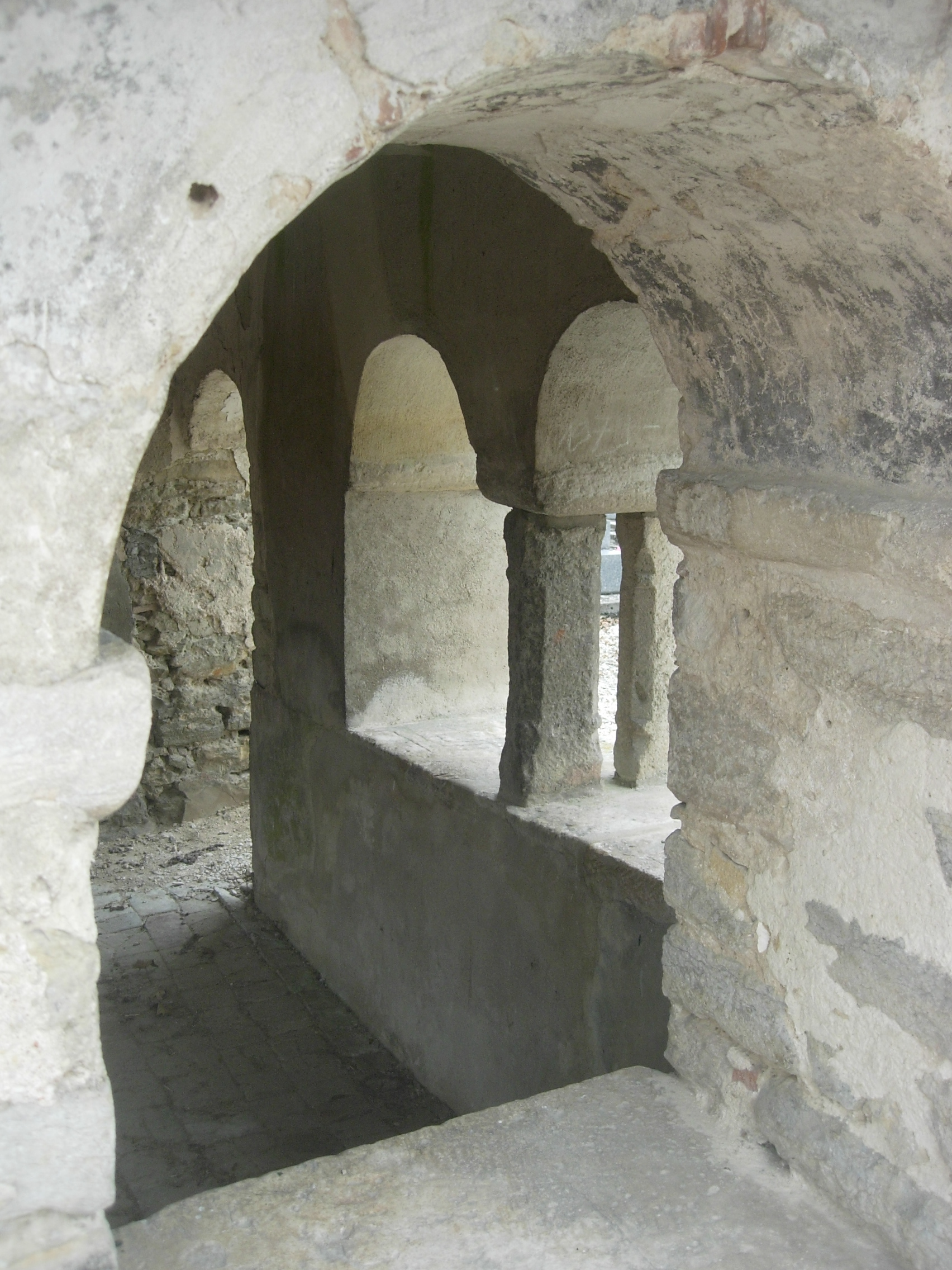
Porche champenois de la chapelle.
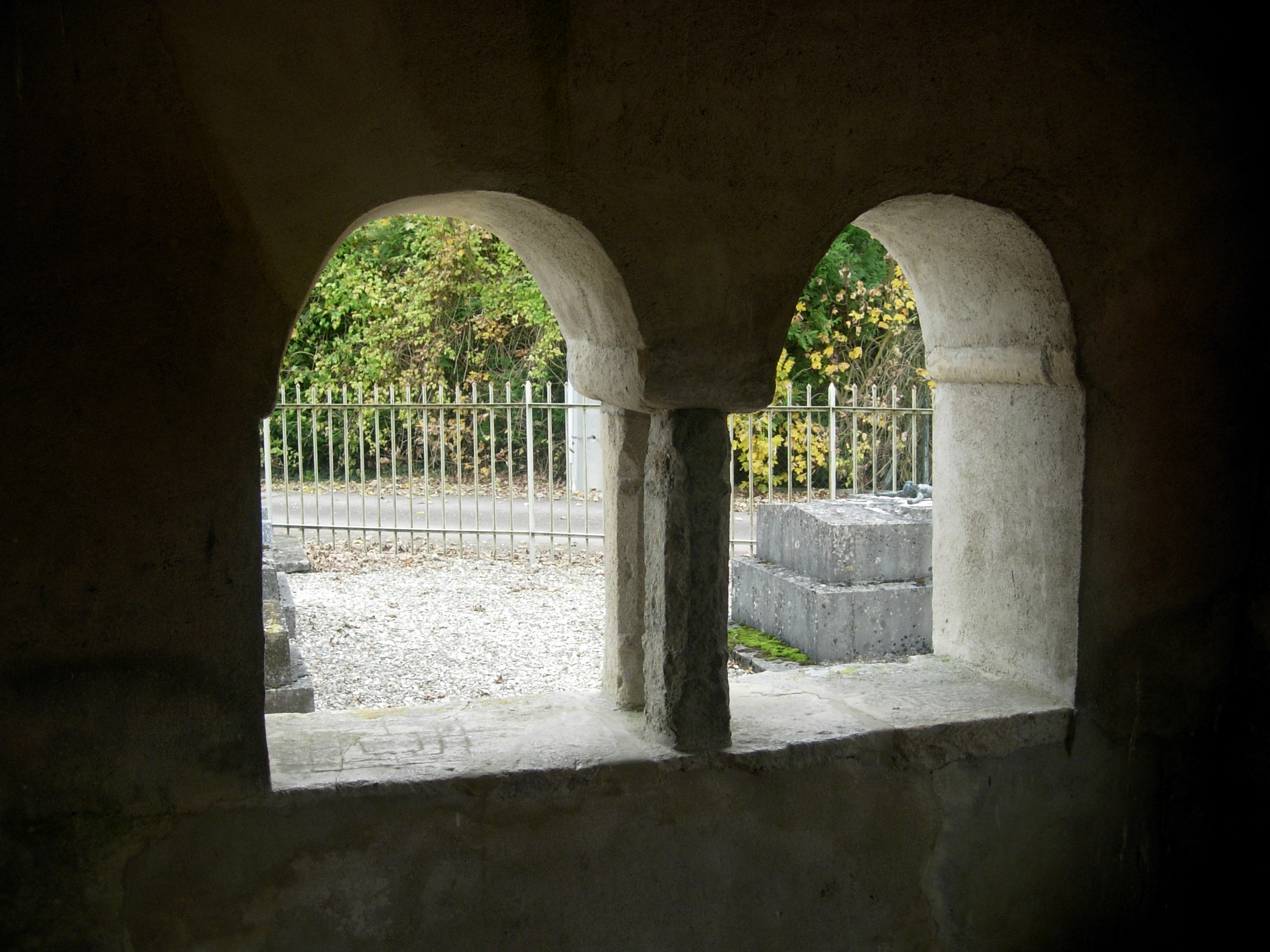
Le narthex.